# Камышенка (нижний приток Пышмы)
Камы́шенка — река в Свердловской области России. Длина реки составляет 11 км. Истекает из системы каналов на торфоразработках урочища Ельник. Протекает через деревни Гагарка, Курманка и Боярка. Устье реки Камышенки находится в 528 км по правому берегу реки Пышмы. Высота устья — 189,4 м над уровнем моря.

## Данные водного реестра
По данным государственного водного реестра России, река Камышенка относится к Иртышскому бассейновому округу, речному бассейну Иртыша, речному подбассейну Тобола. Водохозяйственный участок — Пышма от Белоярского гидроузла и до устья, без реки Рефт от истока до Рефтинского гидроузла.
Код объекта в государственном водном реестре — 14010502212111200007648.